# Красная Зорька (Житковичский район)
Красная Зорька (бел. Чырвоная Зорка) — посёлок в Рудненском сельсовете Житковичского района Гомельской области Белоруссии.
На юге и западе лес.

## География

### Расположение
В 6 км на юго-восток от районного центра и железнодорожной станции Житковичи (на линии Лунинец — Калинковичи), 239 км от Гомеля.
Карты

## Гидрография
На востоке водоём рыбхоза.

## Транспортная сеть
Рядом автодорога Житковичи — Черничи. Планировка состоит из чуть изогнутой улицы, близкой к меридиональной ориентации (вдоль водоёма) и застроенной преимущественно деревянными усадьбами.

## История
На месте рыбхоза пруды существовали и до революции и принадлежали помещику, который жил в Чистой Луже. 
В Мозырском уезде в имениях Левандовского «Чистая Лужа», Огаркова «Ленин» были заведены искусственные пруды для разведения карпа.
Поместье Чистая Лужа находилось возле Подовжи, в 60х годах прошлого века там ещё стоял сохранившийся сад парк. Сейчас остались две заброшенные панские копанки.
Основан в начале 1920-х годов переселенцами из соседних деревень. В 1930 году жители вступили в колхоз. Во время Великой Отечественной войны 5 жителей погибли на фронтах. Согласно переписи 1959 года центр рыбхоза «Красная Звезда». Действует библиотека. Сельский клуб. Платная рыбалка.
1941 г. В деревне Красная Зорька Житковичского района родился ученый в области рыбоводства Виктор Кончиц. Доктор сельскохозяйственных наук. Автор научных работ по выращиванию растительноядных рыб, воспроизводству рыбы буффало в климатических условиях Беларуси, технологии ведения рыбоводства.

## Население

### Численность
- 2004 год — 88 хозяйств, 206 жителей.

### Динамика
- 1959 год — 286 жителей (согласно переписи).
- 2004 год — 88 хозяйств, 206 жителей.